# Gouvernement Balbo
Pour les articles homonymes, voir Balbo (homonymie).
Royaume de Sardaigne
 Casati
Le gouvernement Balbo (Governo Balbo, en italien) est le gouvernement du royaume de Sardaigne  entre le 16 mars 1848 et le 5 juillet 1848, durant la Ire législature du royaume de Sardaigne.

## Historique

### Président du conseil des ministres
Cesare Balbo

### Listes des ministres
- Ministère des Affaires étrangères : Vincenzo Ricci
- Ministre de l'Intérieur: Lorenzo Pareto
- Ministre de la Justice et des Affaires ecclésiastiques : Federico Sclopis
- Ministre de la Guerre : Antonio Franzini
- Ministre des Finances : Ottavio Thaon di Revel
- Ministre des Travaux publics : Luigi des Ambrois de Névache
- Ministre de l'Instruction publique : Carlo Bon Compagni di Mombello
- Ministre sans portefeuille : Vincenzo Gioberti